# Förälder

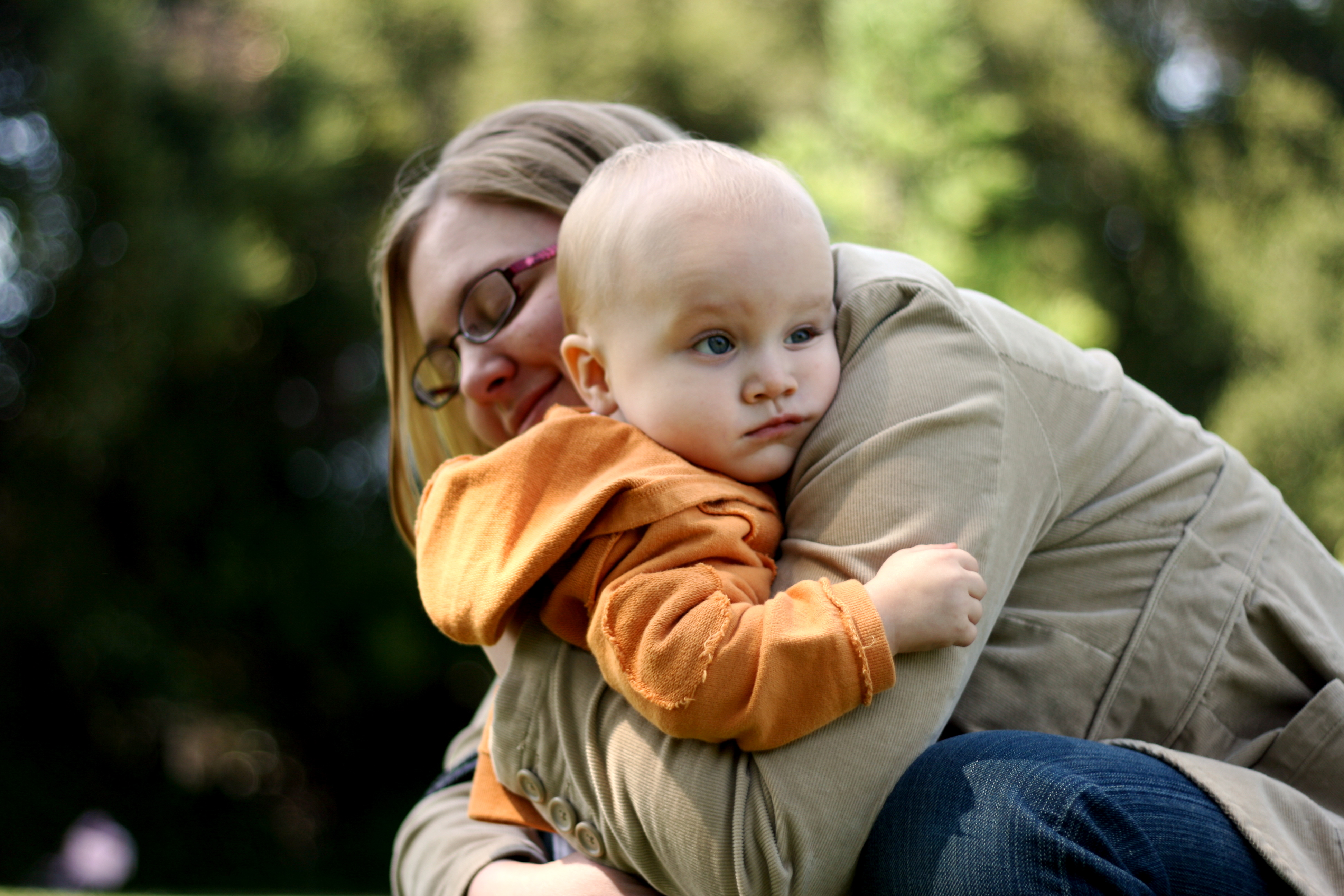
En mamma som kramar om sitt barn

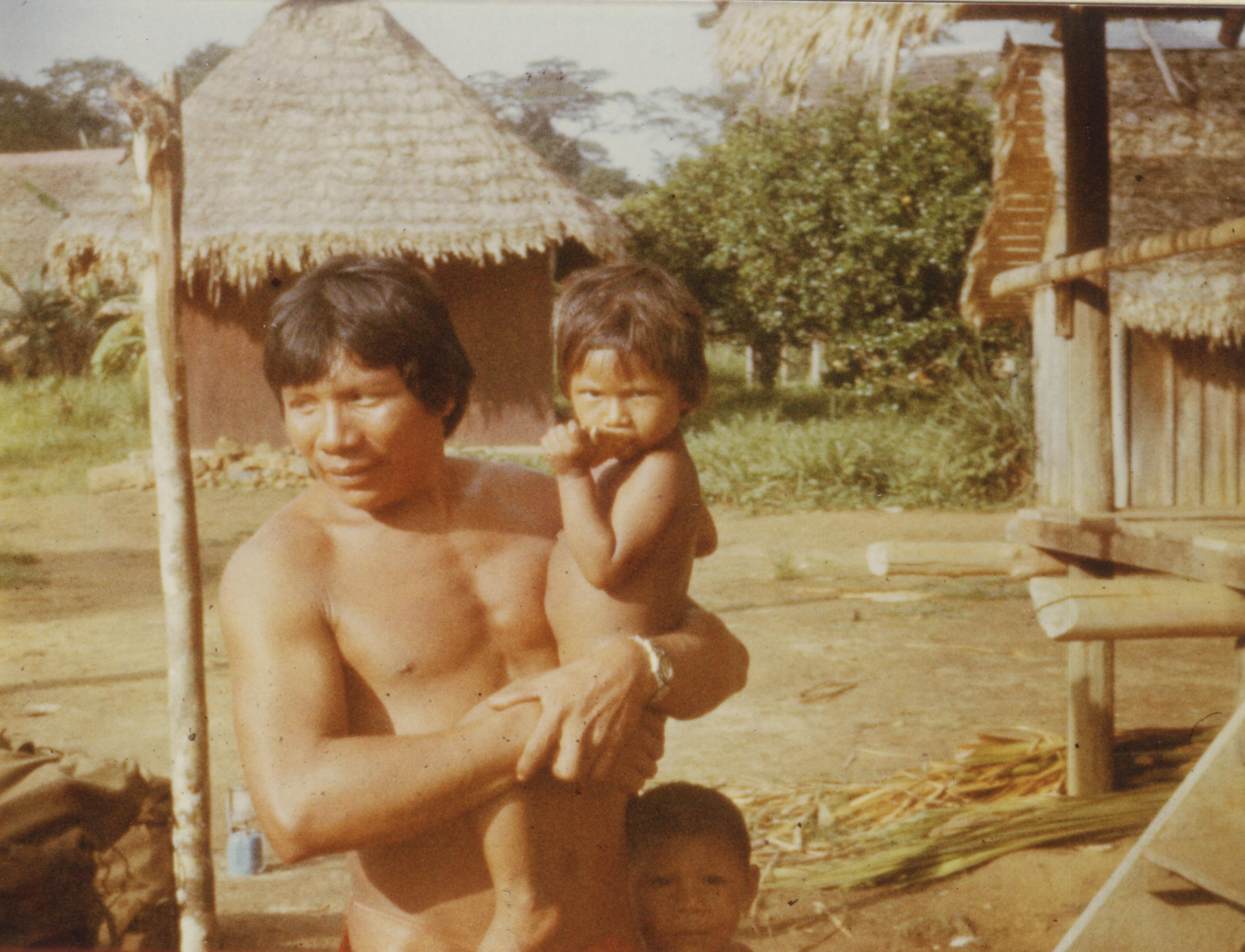
En pappa med sitt barn i Franska Guyana 1979.

En förälder är en person som har barn. En kvinnlig förälder kallas mor och en manlig kallas far. Ordet "förälder" används också som 2-ställig släktskapsrelation. x är förälder till y är ekvivalent med att y är barn till x. "Mor" och "far" används också som relationsord på detta sätt.
Barn med två gemensamma genetiska föräldrar blir syskon och med en gemensam genetisk förälder halvsyskon.

## Föräldraskap genom olika metoder
Förälder kan man bli på olika sätt:
- genom att föda ett barn
- genom att ha befruktat en person som föder ett barn
- genom att adoptera ett barn
- genom att använda en surrogatmamma
- genom att som kvinna tillsammans med annan kvinna genomgå fertilitetsbehandling och därigenom få barn. I Sverige genomförs detta på universitetssjukhus och ingen adoption behöver då ske för kvinnan som inte föder barnet.
- genom att som man tillsammans med en kvinna genomgå fertilitetsbehandling där antingen donerad sperma eller donerade ägg används. I Sverige genomförs detta på universitetssjukhus och ingen adoption behöver ske trots att en av parterna inte är genetisk förälder till barnet.

## Ordets etymologi
Ordet förälder går tillbaka till det fornsaxiska eldirón och tyska Eltern i betydelsen ”de äldre”. Gemensam indoeeuropeisk beteckning saknas. Av de särspråkliga benämningarna vittnar en stor del om faderns större betydelse, t.ex. gotiska fadrein och latinska patres. På en övervikt å moderns sida tyder däremot t.ex. gotiska bérusjós som går tillbaka till germanskans beran (”bära”, ”föda”).

## Förälder i Sverige
De juridiska aspekterna av föräldraskap regleras bl.a. i den omfattande Föräldrabalken, som bl.a. listar det ansvar föräldrarna har som vårdnadshavare fram till dess att barnet fyller 18 år, innehåller reglerna vid adoption, samt bestämmelserna mot fysisk eller psykologisk aga av barn:
| ” | Barn har rätt till omvårdnad, trygghet och en god fostran. Barn skall behandlas med aktning för sin person och egenart och får inte utsättas för kroppslig bestraffning eller annan kränkande behandling. (Föräldrabalken 6:1) | „ |

En lagtext som denna är med avsikt inte exakt. Det överlåts till domstolarna att skapa prejudikat, och i Sverige är det Högsta domstolen som fattar de prejudicerande domarna. Är till exempel rumsarrest en bestraffning som går över gränsen? Som förälder och/eller vårdnadshavare har man stora skyldigheter enligt lagen:
| ” | Barn står under vårdnad av båda föräldrarna eller en av dem, om inte rätten har anförtrott vårdnaden åt en eller två särskilt förordnade vårdnadshavare. Vårdnaden om ett barn består till dess att barnet fyller arton år eller dessförinnan ingår äktenskap. Den som har vårdnaden om ett barn har ett ansvar för barnets personliga förhållanden och skall se till att barnets behov (...) blir tillgodosedda. Barnets vårdnadshavare svarar även för att barnet får den tillsyn som behövs med hänsyn till dess ålder, utveckling och övriga omständigheter samt skall bevaka att barnet får tillfredsställande försörjning och utbildning. I syfte att hindra att barnet orsakar skada för någon annan skall vårdnadshavaren vidare svara för att barnet står under uppsikt eller att andra lämpliga åtgärder vidtas. Föräldrabalken 6:2. | „ |

## Föräldraskap i ett internationellt perspektiv
Föräldrabalken och ett antal andra lagar och förordningar reglerar föräldraskapet i Sverige. Vad man hade rätt att göra och inte rätt att göra har givetvis förändrats över tid. Att som förälder främja barnets utveckling och bevaka dess utbildning kan idag även bestå i att främja de kunskaper som behövs i ett kommunikationssamhälle samt att se till att barnet undervisas på områden som "internationella relationer". Det finns stora skillnader vad gäller föräldraskapet ur ett geografiskt perspektiv. Gamla traditioner som rör hedersbegreppet eller familjens/faderns heder är sällan knutna till religion utan kan delas av alla som lever i en region oavsett om de är kristna, muslimer eller ateister. Inte heller fenomen som kvinnlig könsstympning eller utnyttjande av barn som soldater i krig har några rötter i världsreligionerna, utan förklaringar kan sökas i traditioner som finns kvar sedan tiden före kristendomen och islam samt givetvis i politik eller girighet och ren illvilja och hat.
FN:s barnkonvention från innehåller en världsomspännande precisering av vilka rättigheter som bör gälla för barn i alla samhällen på jorden, oberoende av kultur, religion, traditioner, politiskt klimat eller andra attribut. Barnkonventionen påverkar givetvis även föräldraskapet i de länder som ratificerat detta dokument.
I Västeuropa utom möjligen längst ner i söder gäller idag i stort sett gemensamma koder och ramar för föräldraskapet. I stor utsträckning finns även i Angloamerika en samsyn. En del länder har, liksom Sverige, förbjudit aga och kroppsliga bestraffningar, emedan de flesta ännu tillåter detta.